# Tulipa borszczowii
Tulipa borszczowii är en liljeväxtart som beskrevs av Eduard August von Regel. Tulipa borszczowii ingår i släktet tulpaner, och familjen liljeväxter. Inga underarter finns listade.